# Брынковянский монастырь
Брынковянский монастырь (рум. Mănăstirea Brâncoveanu, Монастырь Сымбэта-де-Сус, рум. Mănăstirea Sâmbăta de Sus) — православный монастырь в Румынии. Основан в 1696—1701 годах валашским правителем Константином Бранковиану на основе монастырского скита на этом месте с начала XVII века.

## История
Есть свидетельства того, что к началу XVII века в этом районе практиковалось скитское монашество. Деревня Сымбэта-де-Сус и прилегающие земли перешли во владение семьи Брынковяну в 1654 году. Константин Брынковяну, господарь Валахии, построил каменную и кирпичную церковь на месте более старой деревянной около 1696 года, а монастырь был основан в 1701 году. Во многом это делалось ради укрепления православного присутствия в регионе и защиты от посягательств католицизма, что стало более насущной проблемой после 1683 года и укрепления власти Габсбургов над Трансильванией. Одновременно с созданием монастыря была основана Румынская грекокатолическая церковь, через которую губргская власть пыталась обратить всех православных в католицизм. Брынковяну также основал школу для секретарей, мастерскую фресковой живописи и небольшую типографию на территории монастыря.

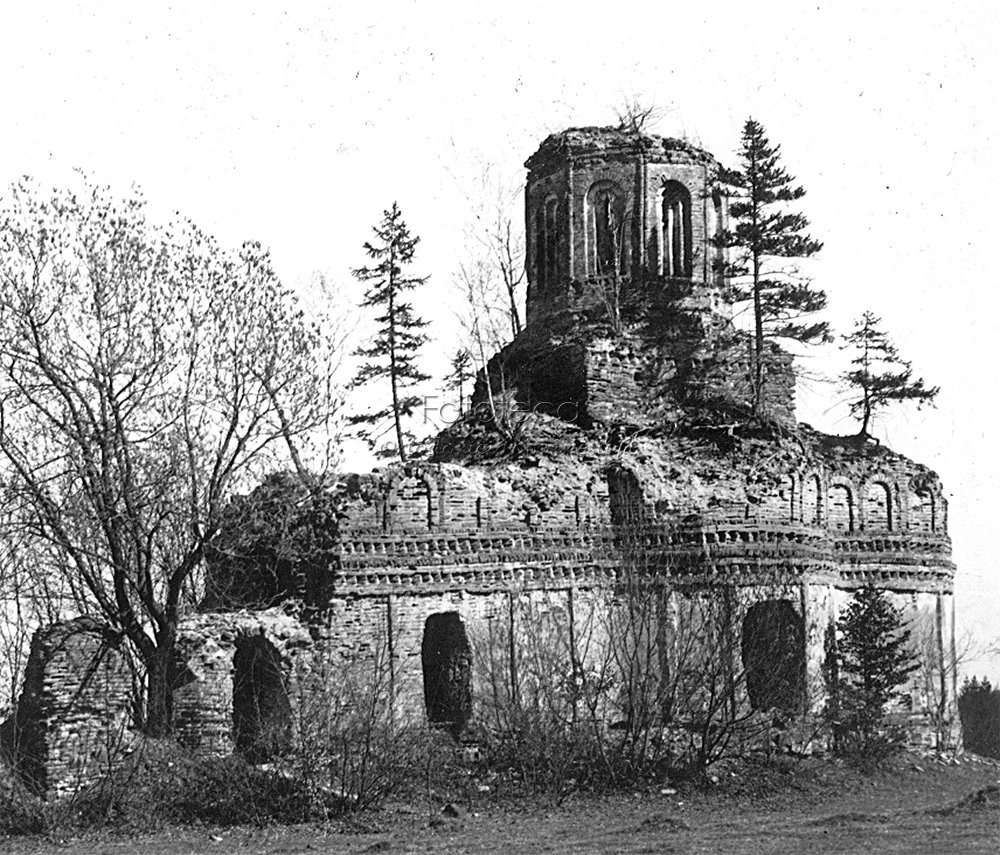
архитектура оригинальной церкви 1696 г., фото 1899 г.

В течение XVIII века на монахов оказывалось давление, чтобы они приняли унию с Римом. В 1761 году Адольф фон Букков, губернатор Трансильвании, приказал уничтожить все православные монастыри, находящиеся под его юрисдикцией. Сымбэта-де-Сус был спасён, вероятно, после вмешательства семьи Брынковяну. Его престиж рос, так как он оставался единственным православным монастырём в уезде Фэгэраш. Позолоченные внутренние фрески были написаны в 1766 году. С 1772 по 1802 год Брынковеану потеряли контроль над собственностью из-за неуплаты долга, что облегчило её уничтожение. Греко-католический епископ Григоре Майор настаивал на его подавлении, поскольку его монахи не только отказались перейти в униатство, но и призвали местных жителей не делать этого. В 1782 году приказ императорского двора в Вене постановил, что все монастыри, обитатели которых вели жизнь только созерцания, должны быть распущены. Несмотря на мольбы Брынковану, монастырь был разрушен в ноябре 1785 года. Церковь была сильно повреждена, хотя и не разрушена, и монахи, скорее всего, ушли в Валахию.
В 1922 году, после объединения Трансильвании с Румынией и последующей земельной реформы, румынское правительство передало собственность семьи Брынковяну Сибиуской архиепископии. Архиепископ Сибиуский и митрополит Трансильванский Николай (Бэлан) решил восстановить монастырь. Работы начались в 1926 году, а восстановленная церковь и другие сооружения были освящены в 1946 году. Последовал ряд дальнейших реставраций, завершившихся в 1993 году. Монастырь классифицирован как исторический памятник Министерством культуры и по делам религий Румынии. Кроме того, в качестве таковых перечислены три отдельных объекта недвижимости: церковь, пристройки и парк.

## Настоятели
- Протосинкелл Арсений (Бока) (1940—1944)
- Архимандрит Серафим (Попеску) (1944—1954)
- Архимандрит Иоанн (Дину) (1955—1971)
- Архимандрит Венимин (Тохэняну) (1971—1993)
- Архимандрит Ириней (Дувля) (1993—2000)
- Архимандрит Иларион (Урс) (2000—2015)
- Архимандрит Афанасий (Роман) (c 25 июня 2015)